# Острожецька сільська територіальна громада
Острожецька сільська громада — територіальна громада України в Дубенському районі Рівненської області. Адміністративний центр — село Острожець.
Площа громади — 139,13 км², населення — 5948 мешканців (2018).
Утворена 10 серпня 2016 року шляхом об'єднання Малинської, Новосілківської, Острожецької, Певжівської, Радянської та Уїздецької сільських рад Млинівського району.
19 липня 2020 року, в результаті адміністративно-територіальної реформи та ліквідації Млинівського району, громада увійшла до складу Дубенського району.

## Населені пункти
До складу громади входять 14 сіл: 
- Бакорин,
- Борбин,
- Заболотинці,
- Заболоття,
- Залав'я,
- Зборів,
- Малин,
- Новосілки,
- Острожець,
- Певжа,
- Підгай,
- П'яннє,
- Ставище,
- Уїздці.